# Огуевка (Машевский район)
Огуевка (укр. Огуївка) — село,
Новотагамлыкский сельский совет,
Машевский район,
Полтавская область,
Украина.
Код КОАТУУ — 5323084404. Население по переписи 2001 года составляло 255 человек.

## Географическое положение
Село Огуевка находится на левом берегу реки Тагамлык,
выше по течению на расстоянии в 1 км расположено село Тимченковка,
ниже по течению на расстоянии в 4,5 км расположено село Писаревка (Новосанжарский район),
на противоположном берегу — село Новый Тагамлык и Вольное.
Река в этом месте извилистая, образует лиманы, старицы и заболоченные озёра.